# Shinjuku Gyoen

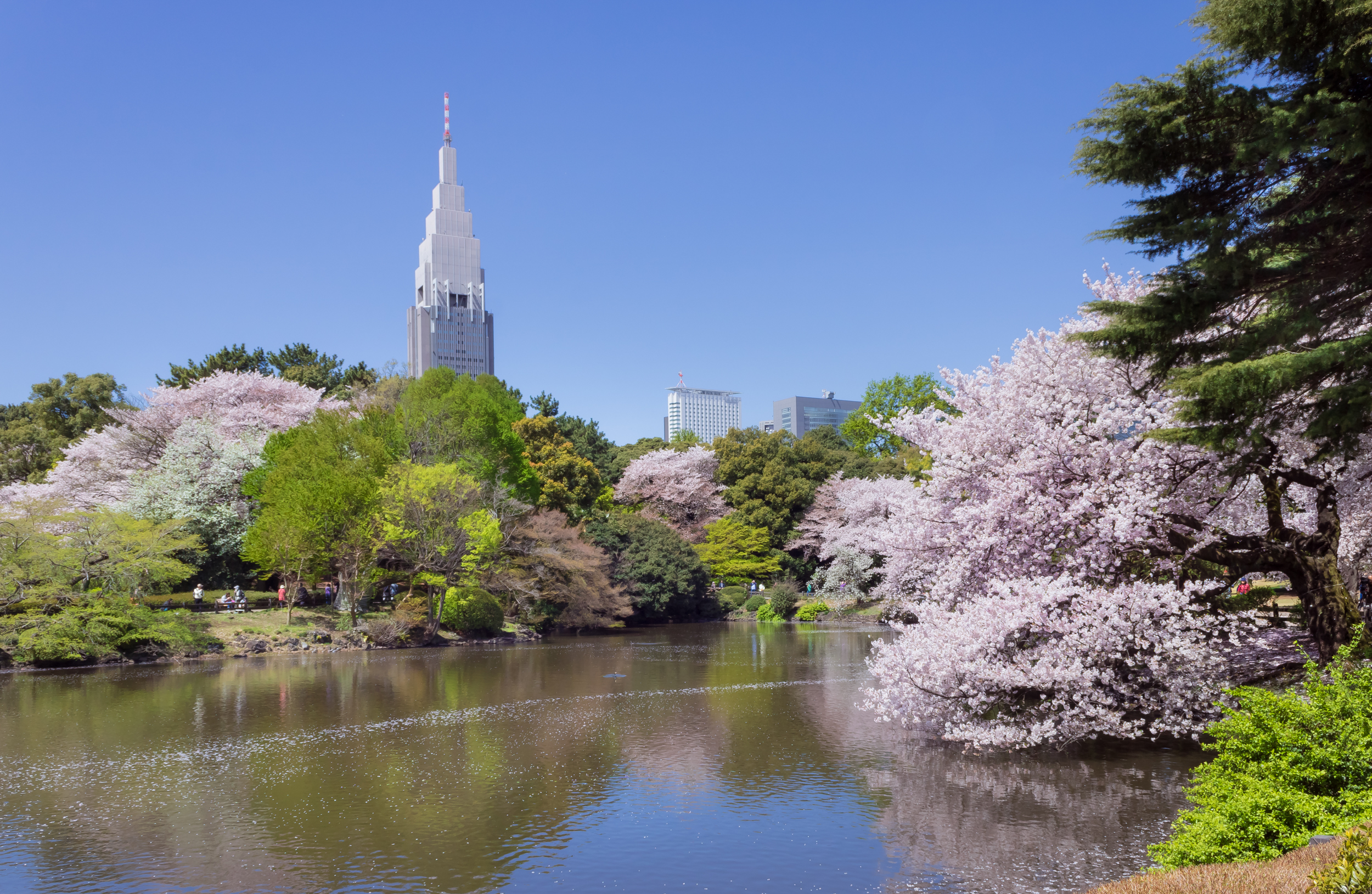
Der Park während der Kirschblütenzeit

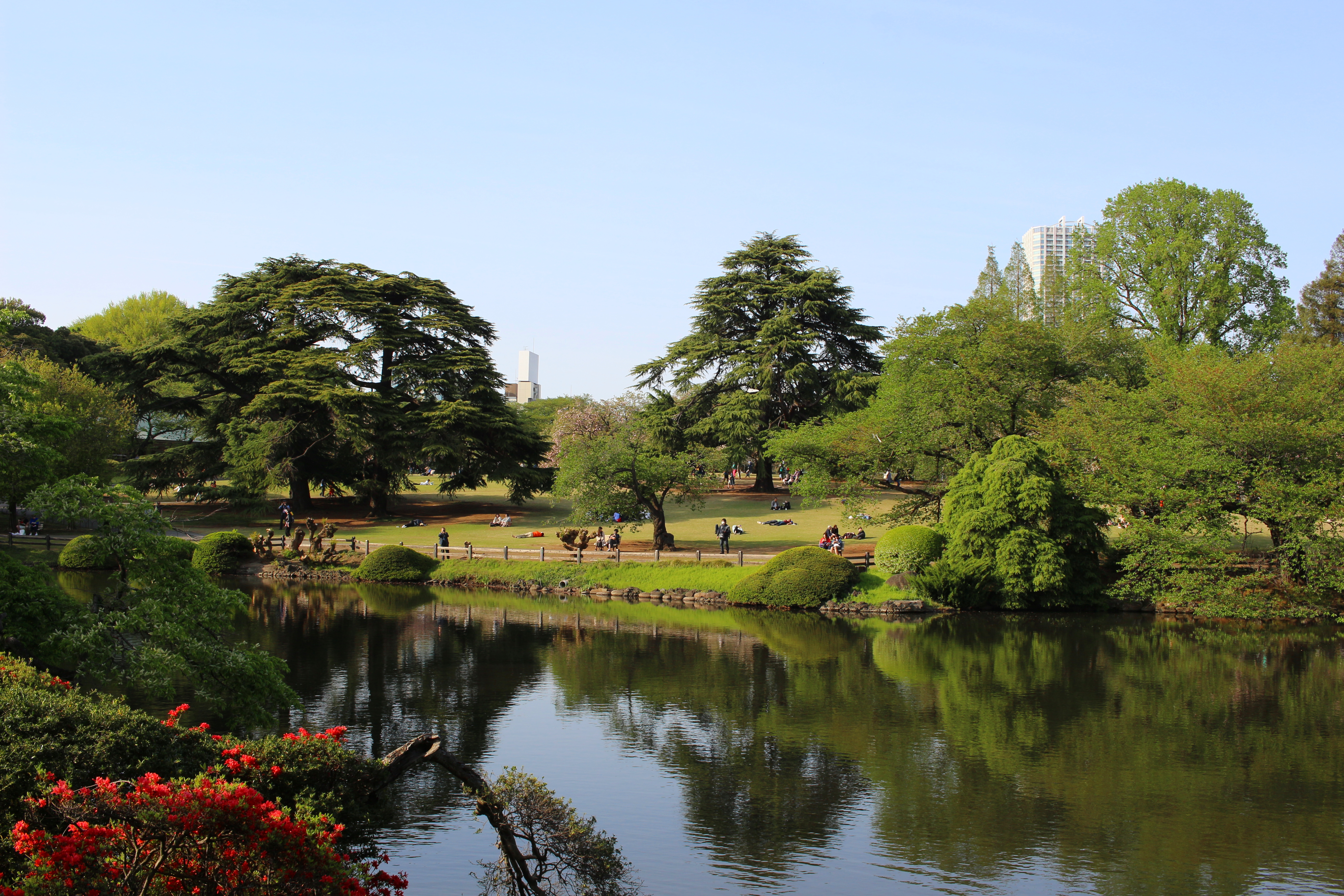
Englischer Park mit Hochhäusern des Bahnhofs Shinjuku im Hintergrund

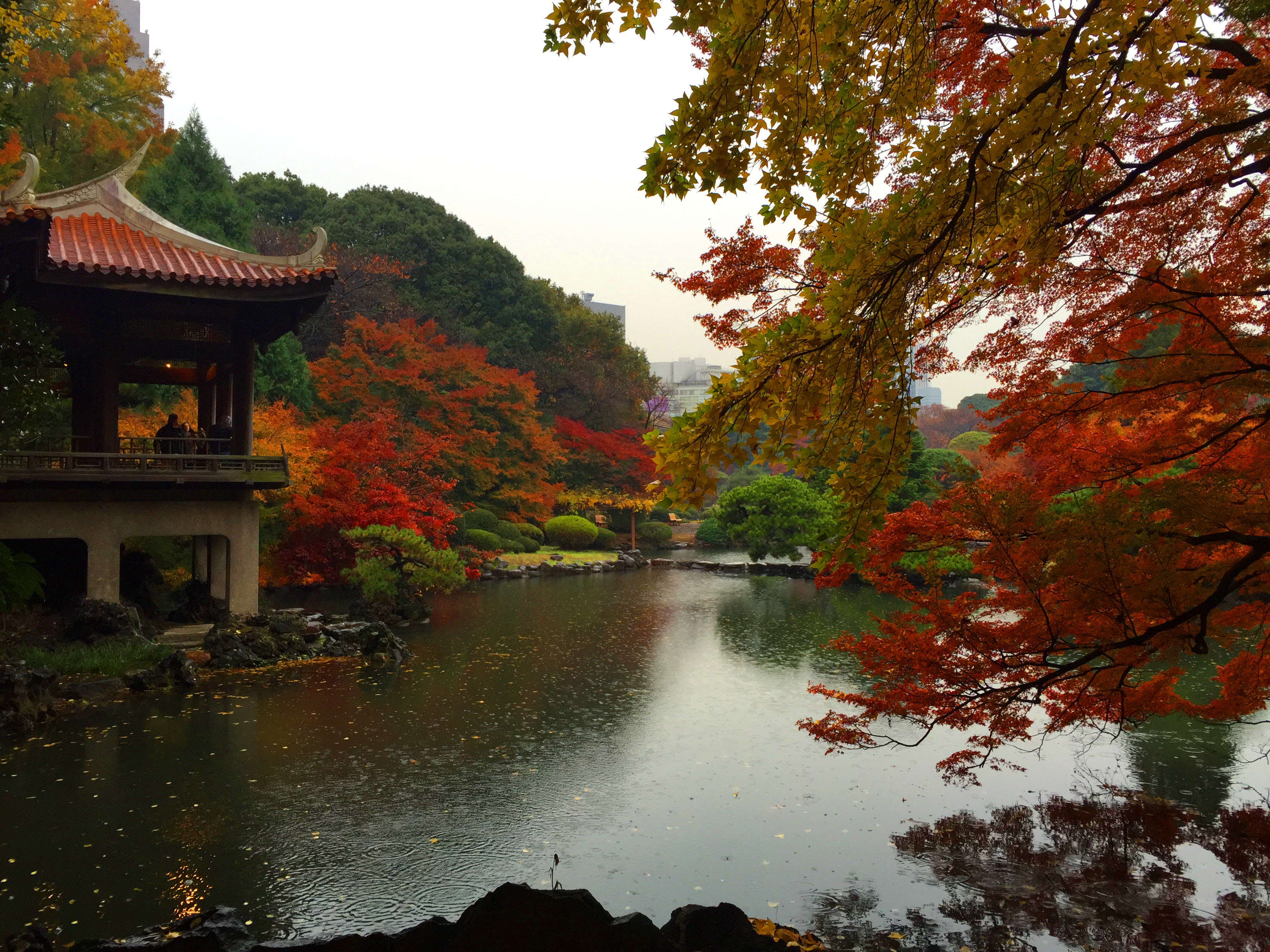
Herbst

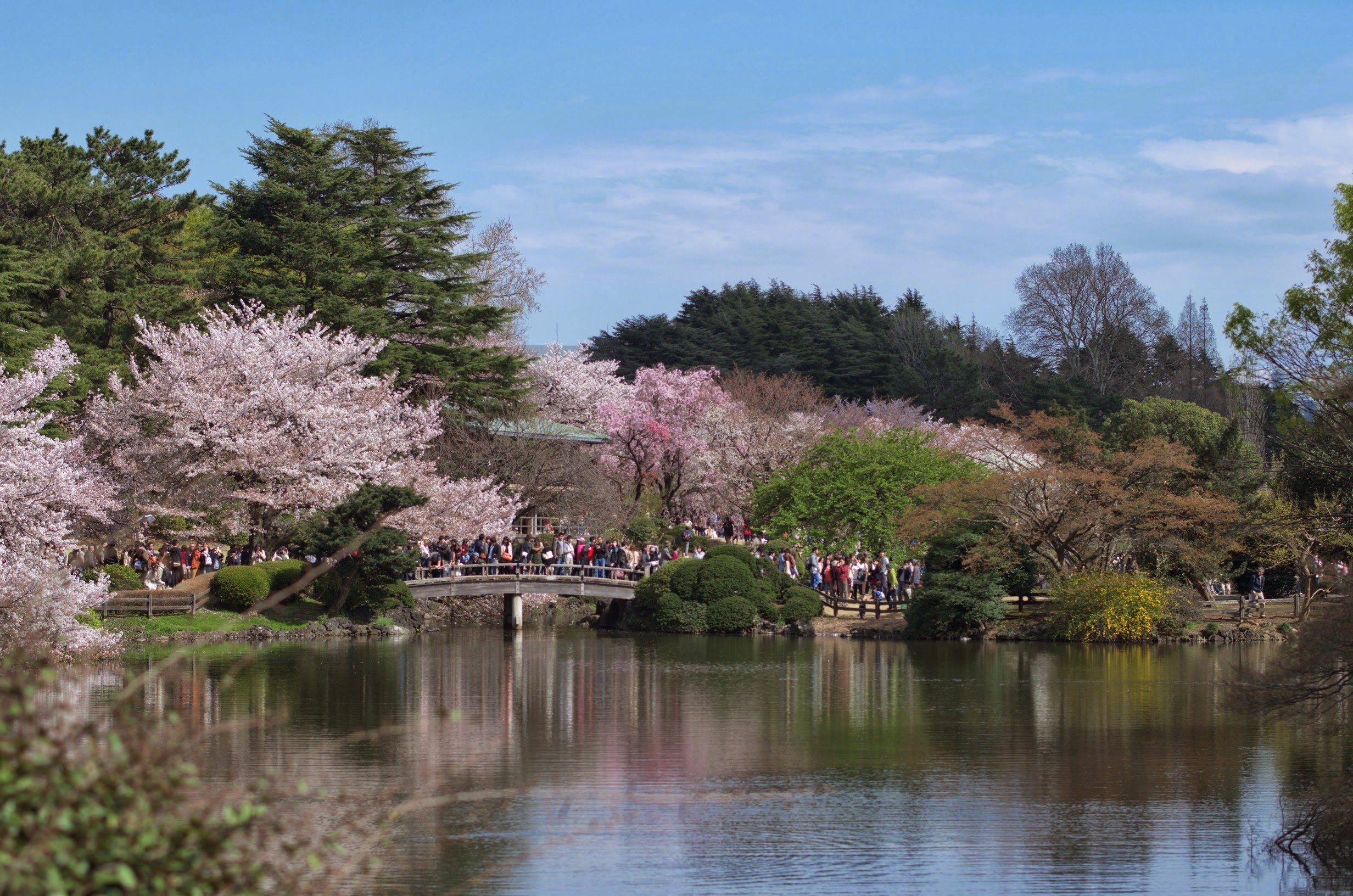
Brücke

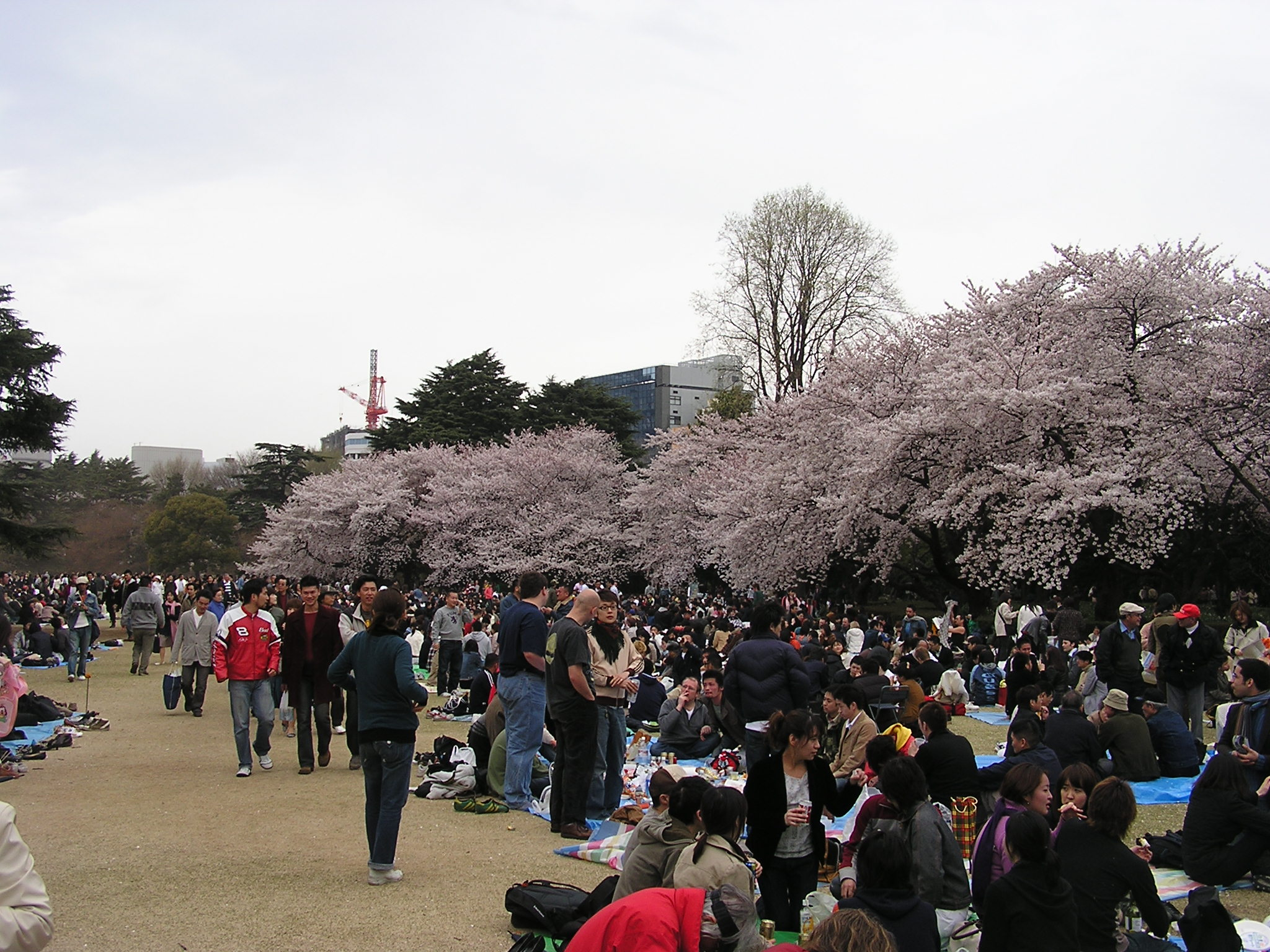
Hanami

Der Shinjuku Gyoen (japanisch 新宿御苑} ‚Kaiserlicher Park Shinjuku‘) ist ein 58,3 Hektar großer Park. Er befindet sich in den Tokioter Stadtbezirken Shinjuku und Shibuya in unmittelbarer Nähe des Bahnhofs Shinjuku.

## Übersicht
1872 wurde das Gelände der ehemaligen Nebenresidenz des Naitō-Klans als Agrar-Entwicklungsgebiet genutzt. 1879 wurde das Gebiet vom kaiserlichen Hofamt übernommen, das es 1906 unter dem heutigen Namen beschränkt öffnete. 1949 wurde der Garten, zusammen mit anderen kaiserliche Gärten, als „Nationaler Garten“ (国民公園 kokumin kōen), heute unter dem Umwelt-Ministerium, geführt und der allgemeinen Öffentlichkeit zugänglich gemacht. Die Verbindung zum Kaiserhaus besteht weiter: sowohl die Begräbnisfeierlichkeiten für den Taishō Tennō, als auch für den Shōwa Tennō wurden in dem Park abgehalten.
Der Eintritt in den Park kostet 500 Yen; er ist von 9 bis 17:30 Uhr (Mitte März–Ende September; Juli–Mitte August bis 18:30 Uhr, Januar–Mitte März bis 16 Uhr) geöffnet. Schließtage: montags (bzw. am Folgetag, wenn der Montag ein Feiertag ist) und 29.12.–03.01. Zur Kirschblüte Ende März–Ende April und zur Chrysanthemen-Ausstellung in der ersten Novemberhälfte ist der Park durchgehend geöffnet, an gewissen Daten während der Kirschblüte sind Vorab-Reservierungen Pflicht.
Er ist aus verschiedenen Gründen nicht nur ein Naherholungsziel mitten in der Stadt, sondern auch eine Touristenattraktion:
- Der Park, der in seiner Senke eine Reihe von verbundenen Teichen enthält, besteht aus Parkanlagen der drei wichtigsten Stilrichtungen, die harmonisch ineinander übergehen: einem japanischen Garten an der Südwestseite, dem englischen Park mit großen Freiflächen in der Mitte und einem französischen Garten mit mehrfachen Platanen-Reihen und Blumenrabatten am östlichen Ende.
- Vom Teehaus im Japanischen Park blickt man über mehrere von kleinen Brücken überspannten Weihern auf ein großartiges „Baum-Panorama“, das die dahinterliegenden Hochhäuser der Metropole völlig verdeckt, und einem die Illusion gibt, mitten in der Natur zu sein.
- Der Englische Park dagegen wird von der beeindruckenden Silhouette der Wolkenkratzer Nishi-Shinjukus dominiert, die direkt hinter den Bäumen gebaut zu sein scheinen.
- An das Japan der Vorkriegszeit erinnert der „Taiwan-Kaku“, ein Pavillon aus Stein im chinesischen Stil.
- Kirschbäume sind im ganzen Park gepflanzt; durch die unterschiedlichen Standorte und die Auswahl verschiedener Baumsorten dauert die Kirschblüte im Shinjuku Gyoen besonders lang. Dadurch zieht der Park im Frühjahr Hunderte von Hobbyfotografen an. In der Hochzeit der Kirschblüte drängen sich auf den Freiflächen im Park Tausende, um Hanami-Partys zu feiern.
- Vom 1. bis 15. November ist die umfangreiche Ausstellung von Chrysanthemen-Züchtungen eine weitere Attraktion.
- Mehrere Gewächshäuser, die zu den größten in Ostasien zählen, zeigen für Japan exotische Pflanzen.
- Sport ist nicht erlaubt, mit folgenden Ausnahmen: Es gibt eine „Kids Area“ mit Sport- und Spiel-Ausstattung im südlichen Teil des Parks. Laufsport ist alleine oder in Kleingruppen auf einer gekennzeichneten Runde entgegen dem Uhrzeigersinn erlaubt, während der Kirschblüten-Saison und der Chrysanthemen-Ausstellung jedoch nur während der frühen Morgenstunden („Early Opening Hours“).[2]

Der größere Nordostteil des Parks bildet zusammen mit einigen Häuserblocks im Osten den eigenen Stadtteil Naitōmachi (内藤町) im Bezirk Shinjuku. Der kleinere Südwestteil gehört zu Sendagaya 6 im Bezirk Shibuya.